# Ґелчин (Ломжинський повіт)
Ґелчин (пол. Giełczyn) — село в Польщі, у гміні Ломжа Ломжинського повіту Підляського воєводства.
Населення — 460 осіб (2011).

## Демографія
Демографічна структура станом на 31 березня 2011 року:
|          | Загалом | Допрацездатний вік | Працездатний вік | Постпрацездатний вік |
| -------- | ------- | ------------------ | ---------------- | -------------------- |
| Чоловіки | 235     | 54                 | 155              | 26                   |
| Жінки    | 225     | 56                 | 132              | 37                   |
| Разом    | 460     | 110                | 287              | 63                   |